# ČSD-Baureihe M 251.1
Die Baureihe M 251.1 waren vierachsige zweimotorige benzolmechanische Triebwagen für den gemischten Verkehr der einstigen Tschechoslowakischen Staatsbahnen (ČSD). Sie zählten zu den ersten Typen von zweimotorigen Triebwagen mit mechanischer Kraftübertragung.

## Geschichte und Einsatz
Die Triebwagen entstanden 1931 als weitere Versuchstriebwagen für den zweimotorigen Antrieb mit mechanischer Kraftübertragung analog den M 221.2.
Der Wagen war stets in der Slowakei eingesetzt. Bereits 1940 wurde er für den Einsatz in hügeligem Gelände rekonstruiert. Es wurde das Übersetzungsverhältnis geändert. Darauf änderte sich die Höchstgeschwindigkeit des Fahrzeuges auf 60 km/h und die Bezeichnung des Wagens lautete seither M 231.1. Durch den Einsatz in der Slowakei kann davon ausgegangen werden, dass er über den Zeitraum des Zweiten Weltkriegs im Einsatz war.
Ausgemustert wurden sie 1948. Vom M 251.102 ist bekannt, dass er nach der Ausmusterung als Fahrleitungsinspektionsfahrzeug EL 51319 weiterbetrieben wurde und in Bratislava vorhanden ist.

## Technische Merkmale

Ansicht des Planetengetriebes Bauart Tatra

Angetrieben wurden die Fahrzeuge von zwei Sechszylinder-Viertakt-Benzinmotoren von Tatra. Die Motoren waren wie bei den M 221.2 als Wendemotoren ausgeführt. Ebenso hatten sie ein Planetengetriebe vom selben Hersteller. Die Einheit wirkte auf die innere Achse des Drehgestelles. Die Änderung der Fahrtrichtung des Triebwagens wurde durch die Änderung der Drehrichtung des Motors vorgenommen. Es wurde gegenüber dem M 221.2 lediglich die Übersetzung auf die Antriebsachse geändert, um eine höhere Geschwindigkeit zu erreichen.
Der Wagenkasten war vom M 251.0 übernommen worden, mit Sitzplatzanordnung 2+2 im kleineren Abteil. Dabei geben sich widersprüchliche Angaben über die benutzten Klassen des Fahrzeuges. In den Maßskizzen (siehe Weblinks) ist 2./3. Klasse angeführt, in den technischen Daten wird nur die 3. Klasse angeführt.